# Lozarevo, Burgas
Lozarevo (în bulgară Лозарево) este un sat în comuna Sungurlare, regiunea Burgas,  Bulgaria. 

## Demografie
Componența etnică a satului Lozarevo
     Bulgari (67,15%)
     Romi (18,29%)
     Turci (9,2%)
     Nicio identificare (5,34%)
La recensământul din 2011, populația satului Lozarevo era de 880 locuitori. Din punct de vedere etnic, majoritatea locuitorilor (67,15%) erau bulgari, existând și minorități de romi (18,29%) și turci (9,2%). Pentru 5,34% din locuitori nu este cunoscută apartenența etnică.